# تشارلي بريغز (ممثل)
تشارلي بريغز (بالإنجليزية: Charlie Briggs)‏ مواليد 13 نوفمبر 1932 في كارولاينا الشمالية، الولايات المتحدة - الوفاة 6 فبراير 1985 في جورجيا، الولايات المتحدة، هو ممثل أمريكي بدأ مسيرته الفنية سنة 1958. امتدت مسيرته الفنية لأكثر من 25 عاما.

## الأعمال
- كو كلوكس كلان
- نورما راي
- بيري ماسون

## روابط خارجية
- تشارلي بريغز على موقع IMDb (الإنجليزية)
- تشارلي بريغز على موقع قاعدة بيانات الفيلم (الإنجليزية)